# إس. جون روس
إس. جون روس (بالإنجليزية: S. John Ross)‏ هو كاتب أمريكي، ولد في 15 يوليو 1971 في كمبرلاند في الولايات المتحدة.

## وصلات خارجية
- الموقع الرسمي